# Kotelnikovo
Kotelnikovo (en russe : Котельниково) est une ville de l'oblast de Volgograd, en Russie, et le centre administratif du raïon Kotelnikovski. Sa population s'élevait à 20 420 habitants en 2013.

## Géographie
Kotelnikovo est située sur la rivière Kourmoïarski Aksaï, à 190 km au sud-ouest de Volgograd.

## Histoire
Kotelnikovo fut créée en 1897 pour le service de la construction d'une gare ferroviaire, mise en service sous le même nom en 1899. Elle reçut le statut de commune urbaine en 1929.
Pendant la Seconde Guerre mondiale, la ville fut prise le 2 août 1942 par la 4. Panzer Armee dans le cadre de la bataille de Stalingrad. En décembre de la même année, la ville servit de base pour les troupes allemandes et roumaines du Feldmarschall Erich von Manstein, pour tenter de secourir (opération Wintergewitter) les troupes de l'Axe assiégées dans Stalingrad par la contre-offensive soviétique au mois de novembre. Après l'échec de cette tentative, la ville fut libérée lors de la poursuite de la contre-offensive de l'Armée rouge le 29 décembre 1942, par la 51e armée.
Kotelnikovo a le statut de ville depuis 1955.

## Population
Recensements (*) ou estimations de la population
| 1931  | 1939*  | 1959*  | 1970*  | 1979*  |
| ----- | ------ | ------ | ------ | ------ |
| 7 700 | 15 460 | 17 605 | 19 063 | 20 171 |

| 1989*  | 2002*  | 2010*  | 2012   | 2013   |
| ------ | ------ | ------ | ------ | ------ |
| 20 328 | 19 656 | 20 428 | 20 595 | 20 420 |